# الإسلام في جنوب السودان

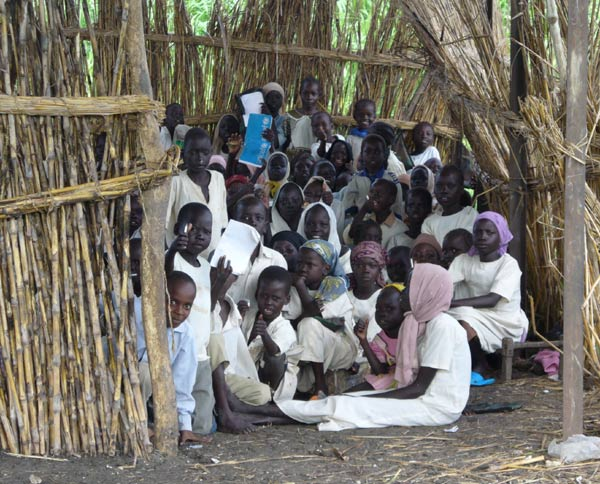
اطفال ينتمون الى الإسلام في جنوب السودان

الإسلام دين أقلية في جنوب السودان. رحب معظم المسلمين بالانفصال في استفتاء استقلال جنوب السودان. يعود آخر تعداد سكاني ذكر ديانة الجنوبيين إلى عام 1956 حيث صنفت الغالبية على أنهم يتبعون المعتقدات التقليدية أو كانوا مسيحيين بينما كان 18٪ مسلمين. قدّر أحدث تقرير لمركز بيو للأبحاث حول الدين والحياة العامة من ديسمبر 2012 أنه في عام 2010، كان هناك 610.000 مسلم في جنوب السودان، يشكلون 6.2٪ من سكان البلاد.